# سینتیا واتروس
سینتیا میشل واتروس (به انگلیسی: Cynthia Michele Watros) (زاده ۲ سپتامبر ۱۹۶۸) یک بازیگر سینما، تلویزیون و تئاتر آمریکایی است. از نقش‌های برجسته وی می‌توان به در مجموعه‌های تلویزیونی: لاست در نقش لیبی، نمایش درو کری، در جستجوی کارتر، دکتر هاوس و کودکان الکتریکی اشاره کرد.